# 荀
荀（じゅん）は、漢姓の一つ。

## 中国の姓
荀（じゅん）は、中国の姓の一つ。2020年の中華人民共和国の統計では人数順の上位100姓に入っておらず、台湾の2018年の統計では672番目に多い姓で、54人がいる。

### 著名な人物
- 荀子 - 戦国時代末の思想家・儒学者。
- 荀淑 - 後漢の名士。
- 荀爽 - 後漢の政治家。荀淑の子。
- 荀彧 - 後漢末の政治家。荀淑の孫。
- 荀攸 - 後漢末の政治家。荀彧の従子。

## 朝鮮の姓
荀（じゅん、スン、朝: 순）は、朝鮮人の姓の一つである。2015年の国勢調査による韓国内での人口は791人。

### 氏族
| 氏族（地域） | 創始者                             | 人数（2015年） |
| ------------ | ---------------------------------- | -------------- |
| 南平荀氏     |                                    | 22             |
| 梁山荀氏     |                                    | 8              |
| 鴻山荀氏     | 中国の周朝の文王の息子一族の荀慶震 | 748            |